# Menjamel fuliginós
El menjamel fuliginós (Melionyx fuscus) és un ocell de la família dels melifàgids (Meliphagidae).

## Hàbitat i distribució
Habita els boscos de les muntanyes del centre i sud-est de Nova Guinea.